# Михайловская церковь (Сосновка)
Церковь Михаила Архангела — бывшая православная церковь в селе Сосновка Карсунского района. Памятник истории и культуры с 1990 г. 

## История
Каменный храм был построен в 1803 году помещиком Николаем Ивановичем Бахметьевым. Престолов в нём три: главный во имя Архистратига Божия Михаила, в правом приделе — во имя Святителя и Чудотворца Николая и в левом (тёплый) — во имя свв. мучеников Адриана и Натальи. Причт состоял из священника, диакона и псаломщика. В советское время церковь закрыли, а в 1955 году был разрушен, стройматериал пошёл на строительство дома культуры.
В 2006 году, рядом с руинами Михайловского храма, на средства частных жертвователей, началось строительство нового деревянного храма. В 2008 году храм Василия Великого был освящён.

## Духовенство
священник церкви Н. Благоразумов (на 1892)

## Галерея

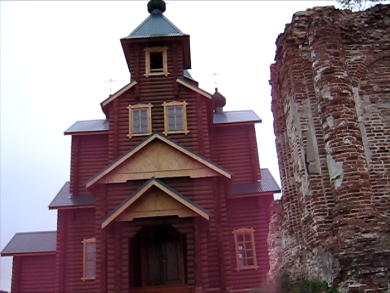
Храм в Сосновке.